# Torre de Coloms

La Torre de Coloms és una torre albarrana integrada al Castell de Moixent (València, Espanya).

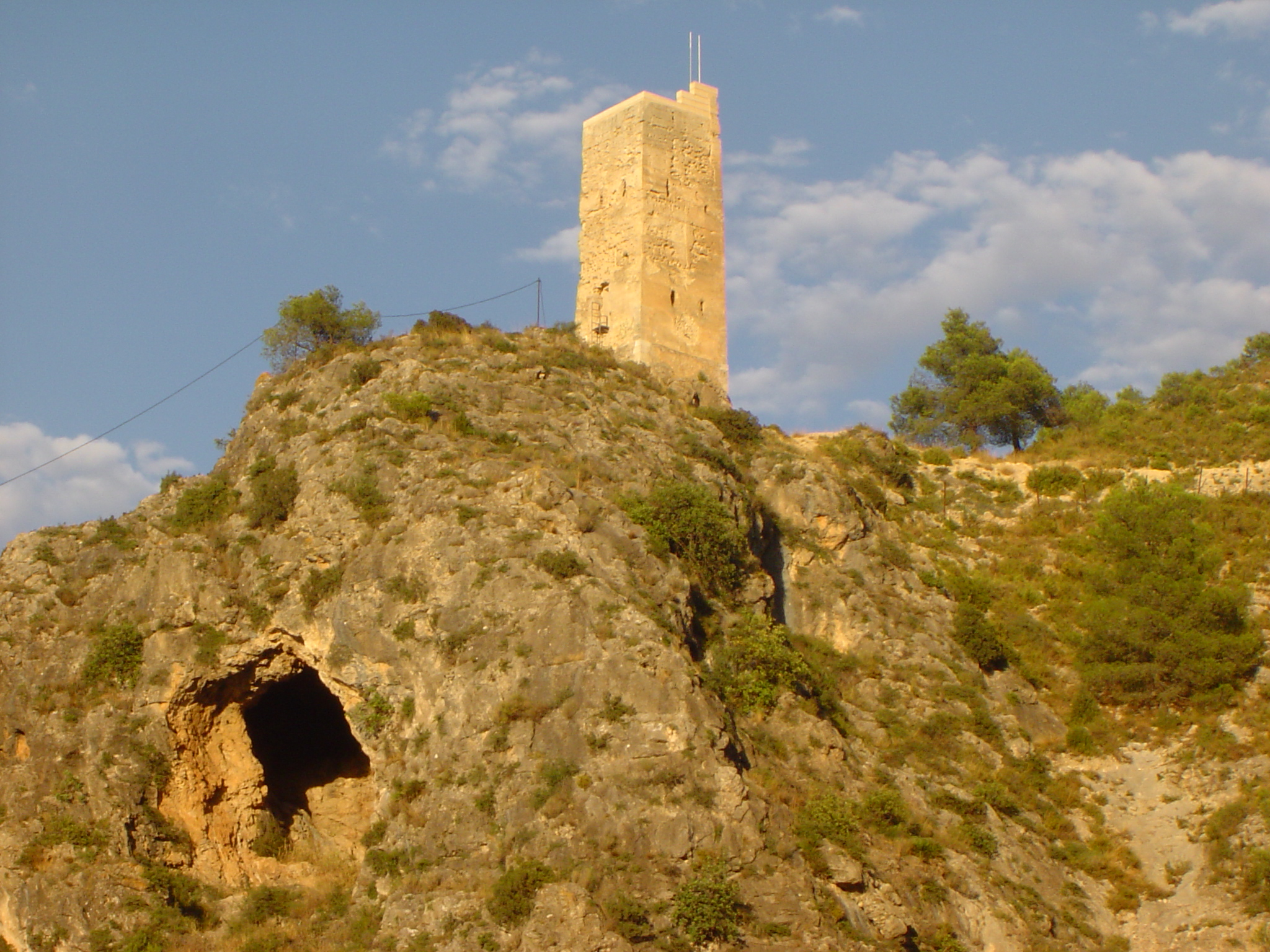
Torre dels Coloms.

## Denominació
Al llarg del temps s'ha anomenat de diverses maneres. A vegades, el nom de 'Torre dels Coloms' pot resultar estrany avui entre els veïns de Moixent, on se'n diu 'torre mora' o simplement 'La torre'. Segons compten, en el seu moment va ser utilitzat pels colombaires, d'on ha agafat el nom.

## Tipologia
Aquesta torre seria una de les quals els experts diuen torre albarrana o exterior, torres que se situaven fora del recinte del castell, generalment unides per una muralla, o més rarament, com en aquest cas, aïllades. En aquest cas defensava tant el castell, com el camí d'accés, i probablement l'assut.

## Descripció
Té una planta baixa, un primer pis i el pis superior. La seva altura és d'11 metres des de la base interior i de més de 13 m en el lloc de màxima diferència.
Té els basaments i cantonades de pedra de carreus i la resta de tapial.
Els constructors van utilitzar la tècnica del tapial, però no la mateixa que en la resta de les construccions del castell: aquí les agulles o travessers per a sostenir la caixa en comptes de ser de fusta van ser de ferro. També es van separar les caixes de tapial, almenys a l'exterior, amb maons.